# 다닐로 판티치
다닐로 판티치(세르비아어: Данило Пантић, 1996년 10월 26일, 유고슬라비아 루마 ~ )는 세르비아의 축구 선수로 현재 FK 파르티잔 소속이다.